# Christoph Roodhooft
Christoph Roodhooft (né le 18 janvier 1974 à Herentals) est un coureur cycliste et directeur sportif belge. Professionnel de 2001 à 2007, il est ensuite devenu directeur sportif. Avec son frère Philip, il dirige l'équipe Beobank-Corendon, spécialisée dans le cyclo-cross, depuis 2009.
En 2009, ayant reconnu s'être procuré de la DHEA, il est reconnu coupable de détention d'hormone mais a obtenu la suspension du prononcé de la condamnation,.

## Palmarès
- 1996
  - 2e du Grand Prix de Waregem
- 1998
  - Bruxelles-Opwijk
- 2001
  - 2e du Prix national de clôture
- 2003
  - 2e du Circuit du Houtland
  - 2e du Grand Prix Marcel Kint
- 2004
  - Circuit du Pays de Waes
- 2006
  - Gullegem Koerse